# Пјанеце (Виченца)
Пјанеце је насеље у Италији у округу Виченца, региону Венето.
Према процени из 2011. у насељу је живело 564 становника. Насеље се налази на надморској висини од 162 м.